# گریشا فیلیپوف
گریشا فیلیپوف (بلغاری: Георги (Гриша) Станчев Филипов؛ ۱۳ ژوئیه ۱۹۱۹ – ۲ نوامبر ۱۹۹۴) یک سیاست‌مدار اهل بلغارستان بود.